# Pers Suka Negara
Pers Suka Negara is een bestuurslaag in het regentschap Lampung Barat van de provincie Lampung, Indonesië. Pers Suka Negara telt 1241 inwoners (volkstelling 2010).